# Tosa Mitsumochi

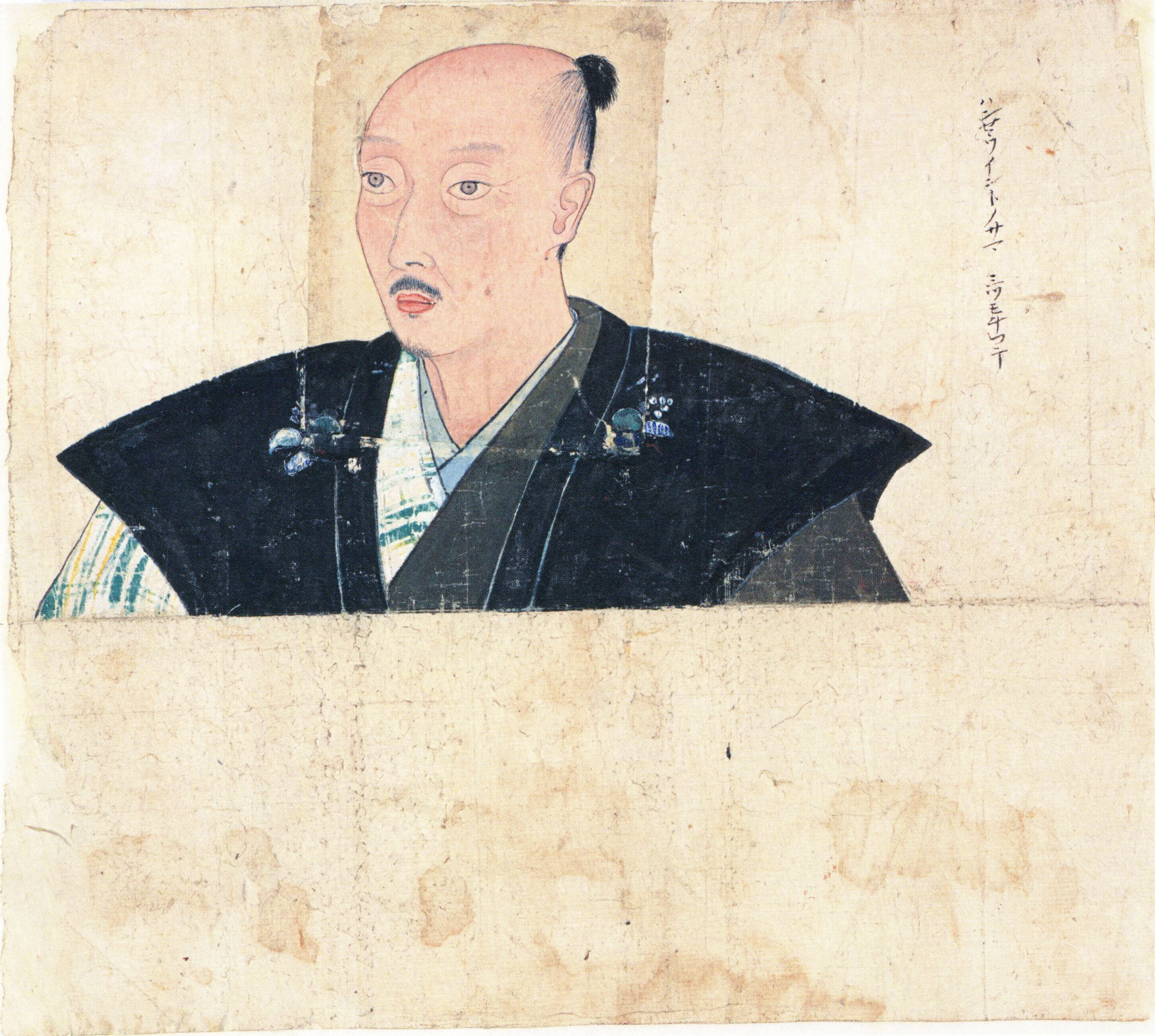
Portrait par Tosa Mitsumochi.

Tosa Mitsumochi, appelé aussi: Tosa Mitsushige est un peintre japonais du XVIe siècle, mort vers 1550. Les dates exactes de naissance et de décès ainsi que ses origines, ne sont pas connues.

## Biographie
Fils de Tosa Mitsunobu, Mitsumochi prend la tête du Bureau de peinture (e-dokoro) en 1523. Il fait preuve du même talent polyvalent que son père et du même éclectisme dans le choix de ses sujets, mais on lui doit la création d'effets brillants et décoratifs, typiques de la dernière phase du Yamato-e. Il est l'auteur de plusieurs œuvres religieuses telles celles conservées au temple Daigo-ji de Kyoto et datées 1536 ; en 1550, il exécute des peintures murales au monastère Kannon-ji de la préfecture de Shiga ; dans le genre narratif, l'une de ses œuvres les plus intéressantes est le Kuwanomi-dera engi (« Histoire du temple Kuwanomi ») où certains détails dans les paysages et les personnages sont très proches des peintures de son père, mais en plus décoratifs.